# Salsola aroabica
Salsola aroabica är en amarantväxtart som beskrevs av Viktor Petrovitj Botjantsev. Salsola aroabica ingår i släktet sodaörter, och familjen amarantväxter. Inga underarter finns listade i Catalogue of Life.